# Монастырь Сасе
Монастырь Святой Троицы Сасе (серб. Манастир Сасе, босн. и хорв. Manastir Sase) расположен в шахтёрском поселении Сасе, в 15 километрах от Братунца и Сребреницы, вблизи античного археологического поселения Домавия на востоке Боснии и Герцеговины.
На территории монастыря обнаружены остатки двух зданий: больших терм и здания муниципия, существовавшие уже в 220 году и использовавшиеся вплоть до IV века. Монастырь находится на территории, которая во времена римлян была известна богатыми месторождениями серебра, свинца и цинка. В 1240-х годах на эти территории пришли немецкие горняки саксы. Убегая от монголов с современной территории Украины, саксы прибыли в Сербию, принося с собой новые технологии обнаружения месторождений и переработки руды, прежде всего — цинка, свинца, серебра и золота. Саксы разработали многочисленные рудники на территории сербского государства.
Монастырь был сооружен в 1242 году и являлся метохом (подворьем) монастыря Хиландар. Задушбина (здание в средневековой Сербии — обычно церковь или монастырь) была построена правителем во спасение души («за душу») Святого царя Стефана Уроша V Неманича (сына царя Душана «Сильного»), чей крест на протяжении длительного периода хранился в монастыре. Данной территорией в начале XV века владел сербский правитель («деспот») Стефан Лазаревич, а Сребреница в то время являлась центром митрополии Сребреничской.
В период завоеваний Османской империей Боснии рудники и шахтёрские поселения опустели, а с ними опустел и монастырь Сасе. Почти 400 лет фундамент прежнего монастырского храма был скрыт под слоями земли.
Лишь после открытия рудника Сасе в 1850 году этот край ожил. Сасские шахтёры обнаружили фундамент монастыря в 1858 году, а сам храм был восстановлен и служил в качестве парохийской церкви, в основном Братуначской парохии. Следующее обновление монастыря было начато в 1989 году. В период военных действий (1992—1995) мусульманскими войсками Сребреницы (в 1992 году) этот храм был осквернён и разрушен. Масштабное восстановление монастыря началось лишь в 2002 году. Восстановление и строительство завершилось в 2010 году. Монастырский храм был освящён 18 сентября 2010 года. Братство монастыря Сасе составляют отец Методий, первый игумен этого монастыря с тех пор как монастырь был разрушен в период Османской империи, а также отец Григорий, живущие в монастыре с 2003 года.
Монастырский храм расписан мастерами иконописной мастерской Петра Билича из Белграда. Вся резьба по дереву выполнена Раде Пантичем из Миличей. Монастырь Сасе прославляет Святого царя Стефана Уроша V в качестве покровителя. В связи с этим Владыка Василий 5 декабря 2007 года передал монастырю частицу святых мощей Короля Уроша I (дар Владыки Будимлянско-Никшичкого господина Иоаникия) и частицу святых мощей Святого царя Стефана Уроша V (дар Святейшего Патриарха сербского господина Павла). В монастыре хранится частица мощей Святого Нектария Эгинского, дар митрополита Черногорско-приморского г. Амфилохия.
Разрушенная церковь была покрыта медным листом, под которым находилась старая кровля из деревянной черепицы. В алтаре — одно окно, на фасадах по два окна и все были завершены небольшими сегментными арками. На западной стороне находился арочный вход, перемещённый из центра фасада на северной стороне, каменная рельефная плита, которая снаружи была установлена на южной стороне и является античным двойным допоясным портретом. Предположительно речь идет о надгробном памятнике.
Примечательна цитата Вацлава Радимского: «На внешней стороне восточной православной церкви в Сасах, где нет окон, встроены два римских камня из Градины. Один из них — 131 см высоты и 62 см ширины — надгробный камень, поле для надписи пустое, а над полем портрет до пояса одной женщины и одного мужчины, держащего свиток. Несколько развёрнутый фронтон украшен орнаментом, схожим с формой розы».